# Hawaii Creole English
Hawaii Creole English (HCE; auch Hawaii Pidgin English genannt, manchmal auch davon unterschieden), deutsch Hawaii-Kreolenglisch, Hawaii-Kreolisch, Hawaii-Kreol, Kreolenglisch von Hawaii, Kreolisch von Hawaii, ist eine auf Hawaii gesprochene Kreolsprache auf Basis des Englischen mit Lehnwörtern aus dem Hawaiischen und verschiedenen anderen europäischen wie asiatischen Sprachen.
Die für dieses Idiom oftmals gebrauchte Bezeichnung „Hawaii Pidgin English“ ist aus linguistischer Sicht irreführend, da der Begriff Pidgin von einigen Linguisten nur für die erste Generation einer neuen Mischsprache gebraucht wird. Tatsächlich handelt es sich um eine echte Kreolsprache mit allen hierzu gehörigen Attributen.

## Entstehung
Die Sprache entstand im 19. Jahrhundert, als Einwanderer aus verschiedenen Kulturkreisen zur Arbeit auf den Zuckerrohr- und Ananasplantagen ins Land kamen und sich mit den einheimischen Plantagenarbeitern verständigen mussten. Sie ist daher neben Englisch und Hawaiisch von verschiedenen anderen Sprachen beeinflusst, darunter Portugiesisch, Chinesisch, Filipino (Tagalog), Japanisch, Koreanisch und in geringem Maße auch Spanisch. Besonders die asiatischen Sprachen übten einen großen Einfluss auf die Entwicklung der Sprache aus, da ein Großteil der zugewanderten Plantagenarbeiter aus Asien stammte.
Im frühen 20. Jahrhundert ersetzte Hawaii Creole English die einheimische hawaiische Sprache fast vollständig, was nicht zuletzt daran lag, dass die polynesische Urbevölkerung Hawaiʻis auf Grund eingeschleppter Infektionskrankheiten nahezu ausgestorben war.

## Heutige Verbreitung
1986 gab es noch ca. 600.000 Sprecher des Hawaii Creole English, dessen stärkster Dialekt von Sprechern der englischen Standardsprache so gut wie nicht verstanden werden kann. Menschen, die in Hawaiʻi aufgewachsen sind, beherrschen allerdings in der Regel auch heute noch die Grundzüge des Idioms und sind in der Lage, nahtlos zwischen Standard-Englisch und Hawaii Creole English zu wechseln, wenn die Umstände dies erfordern. Zwar wird die Sprache eigentlich der hawaiischen Unterschicht zugeordnet, doch gilt es in gebildeten Kreisen zunehmend als schick, „Pidgin“ zu sprechen, um sich als Einheimischer auszuweisen.
Offizielle Sprachen des Staates Hawaiʻi sind nur Englisch und Hawaiisch, Hawaii Creole English wird lediglich von vielen Einheimischen als Umgangssprache verwendet. Im Jahre 1987 wurde nach langen Auseinandersetzungen der Gebrauch des Hawaii Creole English an den staatlichen Schulen verboten.